# Beauchamp Duff

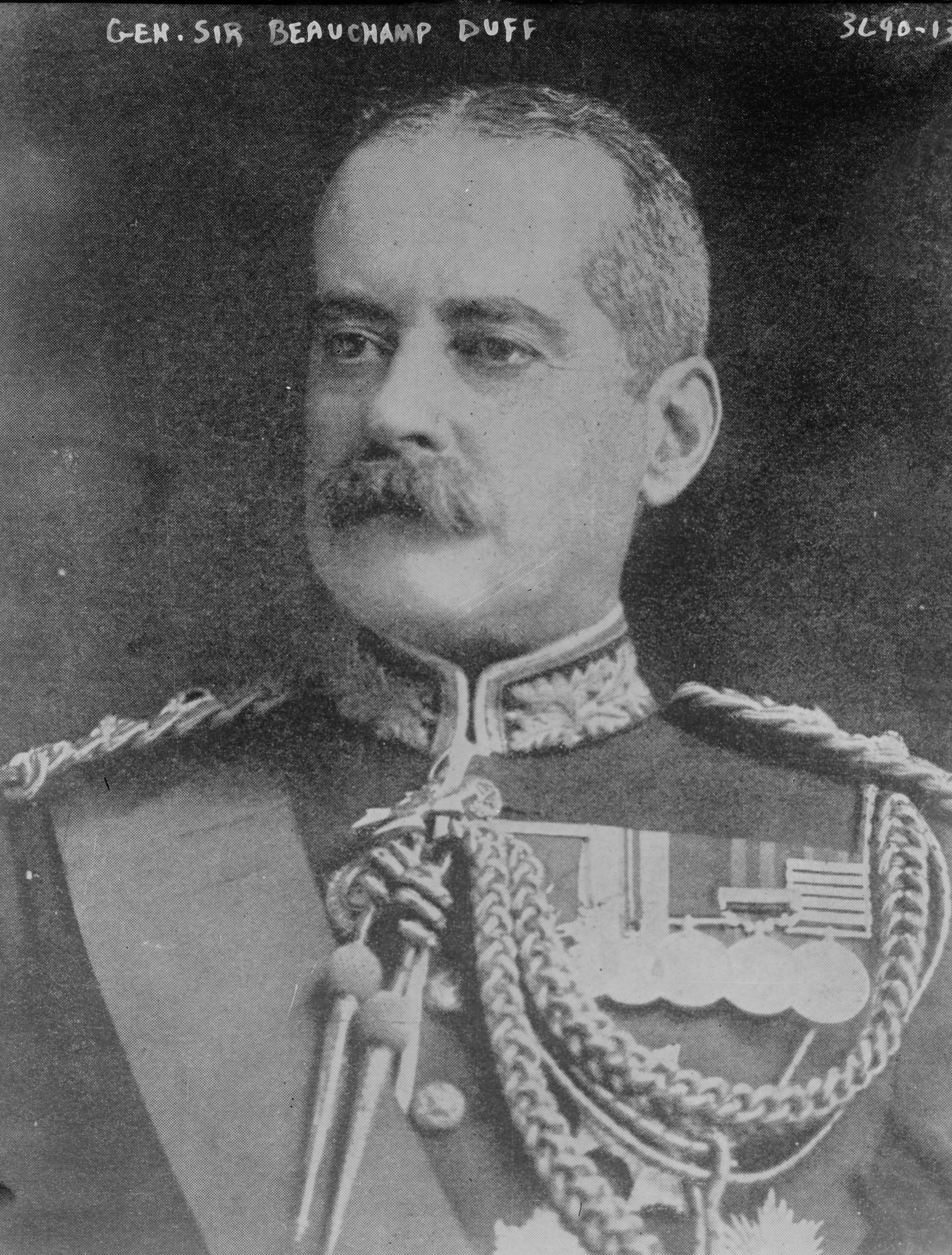
Beauchamp Duff (um 1913)

Sir Beauchamp Duff GCB, GCSI, KCVO, CIE, KStJ (* 17. Februar 1855 in Turriff, Schottland; † 20. Januar 1918 in London) war ein britischer General, der von 1914 bis 1916 den Posten des Oberbefehlshabers in Indien innehatte.

## Leben
Duff wurde als Sohn von Garden William Duff, 9th of Hatton und der Douglas Isabella Maria Urquhart geboren. Er erhielt seine Erziehung am Trinity College, Glenalmond und an der Royal Military Academy Woolwich, die er 1874 abschloss. Nach seinem Eintritt in die Royal Artillery heiratete er 1877 die Tochter eines Beamten der Verwaltung des Pundschab. Mit seiner Frau hatte er zwei Söhne und eine Tochter.
Duff diente von 1878 bis 1880 im Zweiten Anglo-Afghanischen Krieg und trat 1881 in das Indian Staff Corps über, worauf er der 9th Bengal Infantry (später 9th Gurkha Rifles) zugeteilt wurde. Von 1887 bis 1889 besuchte er das britische Staff College Camberley und erreichte den ersten Platz seiner Abschlussklasse. Nach seiner Rückkehr nach Indien wurde er dem Hauptquartier der Britisch-Indischen Armee zugeteilt. Von 1891 bis 1895 war er Deputy Assistant Adjutant-General. 1892 diente er als Brigademajor in der Isazai-Expedition und 1894/95 in der Waziristan-Expedition, in der er zum Brevet-Oberstleutnant aufstieg und zweimal mentioned in dispatches wurde.
Von 1895 bis 1899 diente Duff als militärischer Sekretär unter drei aufeinanderfolgenden Oberbefehlshabern in Indien: George Stuart White, Charles Edward Nairne und William Lockhart. 1899 wurde er als Assistant Military Secretary for Indian Affairs ins Londoner War Office berufen, ging aber stattdessen mit General White nach Südafrika, als dieser im September 1899 den Oberbefehl in der Kolonie Natal übernahm. Er war im Stab Whites im Zweiten Burenkrieg bei der Belagerung von Ladysmith zugegen und nahm im Oktober 1899 an der Schlacht von Elandslaagte und dem Gefecht bei Rietfontein teil. Nach der Aufhebung der Belagerung Anfang 1900 kam er als Assistant Adjutant-General in den Stab Feldmarschall Roberts’ und machte in dieser Funktion den Feldzug ins Transvaal mit. Er wurde für seine Dienste in Südafrika zwei weitere Male mentioned in dispatches, als Companion in den Order of the Bath aufgenommen und mit der Queen’s South Africa Medal mit fünf Spangen ausgezeichnet.
Anfang 1901 kehrte Duff nach Indien zurück, wo er den Posten des Deputy Adjutant-General übernahm. 1902 übernahm er im Range eines Brigadier-General den Befehl im Allahabad-Distrikt. Nach der Einsetzung Lord Kitcheners als Oberbefehlshaber in Indien folgte ein schneller Aufstieg in höchste Positionen: 1903 wurde er Adjutant-General und im März 1906 Chef des Generalstabs der Britisch-Indischen Armee, verbunden mit der Beförderung zum Lieutenant-General und dem Ritterschlag als KCVO. Im folgenden Jahr wurde er auch KCB.
Nach Kitcheners Abberufung aus Indien 1909 wurde Duff als Military Secretary ins Londoner India Office berufen und 1910 zum KCSI ernannt. Die Beförderung zum vollen General erhielt er 1911 und wurde bei der Krönung Georg V. zum GCB erhoben. 1913 wurde er in Nachfolge Garrett O’Moore Creaghs zum neuen Oberbefehlshaber in Indien bestimmt und trat seinen Posten im März 1914 an. Er wurde zugleich auch Aide-de-camp des Königs.
Als Oberbefehlshaber in Indien stand Duff auf einem höchst bedeutenden Posten, als sein Land im August 1914 in den Ersten Weltkrieg eintrat. Er sorgte 1914 für die Aufstellung der für den Einsatz an der Westfront bestimmten Indian Expeditionary Force A, ebenso für die der Indian Expeditionary Force B und C, die in Deutsch-Ostafrika und Britisch-Ostafrika eingesetzt wurden. Als im Herbst 1914 das Osmanische Reich in den Krieg eintrat, befand sich bereits eine Brigade der späteren Indian Expeditionary Force D im Persischen Golf, um mit der Landung bei Fao einen Brückenkopf im osmanischen Mesopotamien zu schaffen. Der damit eröffnete Mesopotamienfeldzug sollte jedoch auch das Ende von Duffs Amtszeit in Indien bedeuten, da die britisch-indischen Truppen nach anfänglichen Erfolgen wie der Einnahme von Basra beim von Duff autorisierten Vorstoß auf Bagdad in der Schlacht von Ktesiphon im November 1915 eine Niederlage erlitten und nach der Belagerung von Kut Ende April 1916 eine ganze Division unter Charles Townshend in osmanische Gefangenschaft geriet.
Nach einer internen, hochrangig besetzten Untersuchung über den Feldzug in Mesopotamien wurde Duff am 1. Oktober 1916 wie auch der Vizekönig Lord Hardinge seines Amtes enthoben. Von der Schmach seiner Amtsenthebung und der Öffentlichmachung des Kommissionsberichts im Sommer 1917 erholte sich Duff nicht; er suchte Zuflucht im Alkohol und beging im Januar 1918 im Alter von 62 Jahren Suizid.